# Zaitsevs regel
Zaitsevs regel (eller Saytseffs regel) er en empirisk regel, som forudsiger det foretrukne alkenprodukt i en eliminationsreaktion.
Reglen er opkaldt efter den russiske kemiker Alexander Zaitsev, der på Kazanuniversitetet studerede en række forskellige eliminationsreaktion og observerede en generel tendens i de resulterende alkener. Baseret på denne tendens erklærede Zaitsev at "alkenen der dannes i størst kvantitet, er den, hvor det fjernede hydrogen fra β-carbonet kommer fra det carbon med færrest hydrogensubstituenter." For eksempel er det primære produkt af 2-iodobutan, der reagerer med KOH 2-buten mens 1-buten er det sekundære produkt.
Mere generelt forudsiger Zaitsevs regel at den mest stabile alken - oftest den mest substituerede - vil dannes som det primære produkt ved en eliminationsreaktion. Selvom reglen er god til at forudsige det primære produkt ved mange eliminationsreaktion, er der dog også undtagelser fra Zaitsevs regel.